# サンガ新社
株式会社サンガ新社（サンガしんしゃ）は、宮城県仙台市に本社を置く仏教書を専門とする出版社、コンテンツパブリッシャー事業を行う企業である。
同社の書籍は、仏教の入門書から専門書まで幅広く取り揃えられている。また、同社は、オンラインセミナーやコミュニティサイトを通じて、仏教の学びをサポートしている。事業内容は、以下のとおりである。
- 出版事業（クラウドファンディングによる紙面書籍の刊行を含む[4][5]。）
- セミナー事業
- コミュニティ構築及び運営・管理事業
- オンラインコンテンツ企画・制作・販売事業
- 動画コンテンツ及び音声コンテンツ企画・制作・販売事業
- 仏教をはじめとする古今東西の叡智を基盤とした、生命の幸福度向上のための書籍・映像等の作品制作及び各種事業

## 沿革
- 2021年7月21日、同年1月に破産したサンガに編集者として勤めていた2人により設立された[6][7]。
- 2022年7月21日、『Samgha Japan+』（サンガジャパンプラス）刊行開始[8]

## 主な刊行物
- サンユッタニカーヤ女神との対話第一巻. (2022)[9].
- 瞑想と意識の探求: 一人ひとりの日本的マインドフルネスに向けて.(2022)[10].
- ダンマパダ法話全集第八巻: 第二十一種々なるものの章第二十二地獄の章第二十三象の章. (2023)[11].
- ヴィパッサナー瞑想図解実践: 自分を変える気づきの瞑想法【決定版】. (2023)[12].
- 無常の見方: 「聖なる真理」と「私」の幸福. (2023)[13].
- 苦の見方: 「生命の法則」を理解し「苦しみ」を乗り越える. (2023)[14].
- 無我の見方: 「私」から自由になる生き方. (2023)[15].
- ダンマパダ法話全集第七巻: 第十九法行者の章第二十道の章. (2024)[16].
- 沙門果経: 仏道を歩む人は瞬時に幸福になる. (2024)[17].

### 定期刊行物
- 『Samgha Japan+』（サンガジャパンプラス）
  - Vol.1: なぜ今、仏教なのか.  (2022)[18].
  - Vol.2: 慈悲と瞑想. (2023)[19].
  - Vol.3: 仏教で変わる!. (2024)[20].